# Michael Hardt
Michael Hardt (1960, Washington DC) é um teórico literário e filósofo político estadunidense que leciona na Duke University. Talvez sua obra mais conhecida seja Empire, escrita com Antonio Negri. A continuação de Empire, denominada Multitude: War and Democracy in the Age of Empire, foi lançada em agosto de 2004, e detalha a ideia de multitude, (conceito da filosofia política de Spinoza; e, tal obra que trabalha com o conceito spinozano de multitude é consequência de um trabalho mais antigo de Antonio Negri, a obra "A anomalia selvagem: poder e potência em Spinoza") como o sítio potencial para um movimento democrático global. Sendo assim, para uma compreensão adequada das obras de Negri e Hardt, assim como os problemas e os conceitos que perpassam nestas obras, problemas e conceitos centrais, deve-se, necessariamente, buscar antes uma leitura e entendimento destes conceitos na filosofia de Spinoza, como condição de um entendimento adequado e não superficial de tais conceitos; ou seja, compreender o efeito pela causa.
Por vezes citado como o "Manifesto Comunista do Século 21", Empire propõe que as forças da atual opressão de classe, ou seja, a globalização corporativa e a "comoditização" dos serviços (ou "produção de afetos") têm o potencial para alimentar mudanças sociais de dimensões nunca vistas.

## Obras
- Gilles Deleuze: an Apprenticeship in Philosophy. ISBN 0-8166-2161-6
- Labor of Dionysus: a Critique of the State-form, com Antonio Negri. ISBN 0-8166-2086-5
- Empire, com Antonio Negri. ISBN 0-674-00671-2
- Multitude: War and Democracy in the Age of Empire, com Antonio Negri. ISBN 1-59420-024-6